# مركز نظم المعلومات الجغرافية والاستشعار عن بعد
مركز نظم المعلومات الجغرافية والاستشعار عن بعد هو مرصد بيئي تابع للهيئة العامة للأرصاد وحماية البيئة. أنشأ المركز لتوفير البيانات والمعلومات الجغرافية بجودة عالية وتغطية كاملة للمملكة العربية السعودية وقد قام المركز بإنشاء مجموعة من قواعد البيانات الجغرافية البيئية طبقا لاحتياجات الهيئة لأداء مهامها في الحفاظ على البيئة، وتحتوى هذه القواعد على خرائط الأساس الرقمية مختلفة المقاييس والتغطية الجغرافية وخرائط الحساسية البيئية للمناطق الساحلية، وعمل المركز على تغطية كاملة وجزئية للمملكة بمصورات فضائية مختلفة القدرات التفريقية للأقمار الصناعية (لاندسات – سبوت – إكونوس) لبناء التطبيقات ودعم الدراسات البيئية للكشف عن التغيرات الحادثة على الأوساط البيئية الهواء والماء والتربة والموارد الطبيعية.

## أهداف المركز
يهدف المركز لتحقيق عدة أهداف هي:
- تغطية جغرافية كاملة لجميع إنحاء المملكة العربية السعودية من خرائط طبوغرافية وصور أقمار صناعية حديثة.
- دعم الدراسات البيئية باستخدام تقنية نظم المعلومات الجغرافية والاستشعار عن بعد.
- توفير المعلومات الجغرافية البيئية المطلوبة ذات جودة وفي مواعيدها المحددة، لوضع الخطط التنفيذية واتخاذ القرارات المناسبة.
- تنفيذ المشاريع المشتركة مع الإدارات والجهات المعنية في مجال حماية البيئة.
- إنشاء بوابة جغرافية كجزء من نظام إدارة المعلومات الجغرافية لعرض كافة الخدمات الجغرافية للهيئة.
- دعم الخدمات الإلكترونية الحكومية اعتمادا تقنيات نظم المعلومات الجغرافية والاستشعار عن بعد.
- نشر بيانات وخدمات المعلومات الجغرافية البيئية.
- مواكبة التغيرات التقنية الخاصة بنظم المعلومات الجغرافية والاستشعار عن بعد.
- تقديم الاستشارات الفنية والمساعدة التقنية للباحثين والطلبة في الجامعة وخارجها.

## مهام المركز
ينهض المركز بمهام يراد تحقيقها هي:
- بناء التطبيقات البيئية باستخدام نظم المعلومات الجغرافية والاستشعار عن بعد لدعم الإدارات المعنية بالهيئة.
- تصميم وبناء قواعد بيانات جغرافية بيئية وأر صادية لجميع الخرائط الأساس الرقمية والموضوعية والمصورات الفضائية.
- معالجة وتحليل صور الأقمار الصناعية لتحديد مصادر التلوث ومدى انتشاره.
- دعم تقييم الآثار البيئية الناتجة عن حوادث التلوث البيئي.
- توفير خدمات معلومات بيئية وأر صادية اعتمادا على تقنية الاستشعار عن بعد للجهات المستفيدة.
- التحويل الرقمي للخرائط الورقية والاستفادة منها في التطبيقات والدراسات البيئية المختلفة.
- تحديث قواعد بيانات خرائط الحساسية البيئية وخرائط الأساس الرقمية الرقمية اعتمادا على صور الأقمار الصناعية.
- تجميع وإدخال البيانات والمعلومات من المصادر المختلفة.
- المشاركة في المسوحات الميدانية مع الإدارات المختصة في الهيئة العامة للأرصاد وحماية البيئة.
- تنظيم وتصنيف طبقات الخرائط الرقمية والمعلومات الجغرافية المدخلة إلى قواعد المعلومات الجغرافية وإنشاء المعلومات الوصفية لجميع الطبقات.
- أرشفة جميع الخرائط والمعلومات الجغرافية والصور الفضائية.
- تدريب التخصصين في الإدارات البيئية للتعريف بمدى أهمية واعتمادهم على نظم المعلومات الجغرافية في أنشطتهم وأعمالهم اليومية.
- تأهيل وتطوير القوى البشرية المتاحة بمركز نظم المعلومات الجغرافية.